# Andrew Miller (homme politique)
Pour les articles homonymes, voir Andrew Miller et Miller.
Andrew Peter Miller (23 mars 1949-24 décembre 2019) est un homme politique travailliste et scientifique britannique qui est député pour Ellesmere Port et Neston de 1992 à 2015.

## Jeunesse
Né à Isleworth, Middlesex, Miller fait ses études à Malte  avant de fréquenter l'école secondaire de Hayling Island (maintenant connue sous le nom de Hayling College) dans le Hampshire et le Highbury Technical College (maintenant connu sous le nom de Highbury College) sur Dovercourt Road à Portsmouth. Il étudie ensuite à la London School of Economics, où il obtient un diplôme en relations industrielles en 1977 . Il est un ancien élève du Royal College of Defence Studies. Il travaille comme technicien de laboratoire au département de géologie de l'école polytechnique de Portsmouth à partir de 1967 et à partir de 1977, il est responsable du syndicat MSF.

## Carrière parlementaire
Miller est élu pour la première fois à la Chambre des communes lors des élections générales de 1992, pour Ellesmere Port et Neston pour le parti travailliste. Il est réélu quatre fois . En 2005, il est président du Comité de réforme de la réglementation de la Chambre des communes. Il sert pendant quatre ans à partir de 2001 auprès des ministres du ministère du Commerce et de l'Industrie et est le premier président du comité spécial des sciences et de la technologie de la Chambre des communes à être élu par tous les membres de la Chambre; il occupe ce poste pendant plus de dix ans .
Il travaille avec les partis politiques maltais pour faciliter l'adhésion du pays à l'Union européenne en 2004 .
En décembre 2007, Miller présente un projet de loi d'initiative parlementaire basé sur la directive sur les travailleurs intérimaires et connu officiellement sous le nom de loi de 2008 sur les travailleurs intérimaires pour donner aux travailleurs intérimaires les mêmes droits que les salariés .

## Carrière après le Parlement
Après avoir quitté le Parlement, Miller continue à travailler dans le domaine de la politique scientifique. Il préside l'Université de Chester, le comité consultatif du parc scientifique de Thornton et le comité consultatif de l'engagement, rejoint le conseil de l'université et est directeur de la recherche à Thornton. Il est président du conseil d'engagement du Grantham Institute for Sustainable Futures. Il est membre du conseil d'administration du Research Integrity Office du Royaume-Uni, administrateur de Newton's Apple et membre du comité consultatif d'experts sur la politique scientifique de la Royal Society.
Le Conseil de la Science le désigne comme « l'un des 100 principaux scientifiques praticiens du Royaume-Uni » en 2014. Il reçoit un doctorat honorifique en sciences de l'Université de Chester en novembre 2014 et une bourse honorifique de l'Université John Moores de Liverpool en juillet 2015 .